# Loreta (Týnec)
Loreta je malá vesnice, část obce Týnec v okrese Klatovy v Plzeňském kraji. Nachází se asi dva kilometry severovýchodně od Týnce. Je zde evidováno 11 adres. V roce 2011 zde trvale žilo devatenáct obyvatel.
Loreta leží v katastrálním území Týnec u Janovic nad Úhlavou o výměře 5,57 km².

## Historie
První písemná zmínka o vesnici pochází z roku 1789.

## Obyvatelstvo
| Rok            | 1869 | 1880 | 1890 | 1900 | 1910 | 1921 | 1930 | 1950 | 1961 | 1970 | 1980 | 1991 | 2001 | 2011 | 2021 |
| -------------- | ---- | ---- | ---- | ---- | ---- | ---- | ---- | ---- | ---- | ---- | ---- | ---- | ---- | ---- | ---- |
| Počet obyvatel | 50   | 74   | 57   | 57   | 50   | 47   | 52   | 26   | 34   | 22   | 20   | 14   | 13   | 19   | 32   |
| Počet domů     | 7    | 7    | 8    | 8    | 8    | 8    | 8    | 8    | 8    | 7    | 5    | 6    | 6    | 10   | 13   |

## Obecní správa
Při sčítání lidu v letech 1850–1979 Loreta byla osadou obce Týnec v okrese Klatovy. Od 1. ledna 1980 do 23. listopadu 1990 byla částí města Janovice nad Úhlavou v okrese Klatovy. Od 24. listopadu 1990 je opět částí obce Týnec v okrese Klatovy.

## Pamětihodnosti
V obci se nachází Loretánská kaple z roku 1711, založená Barborou Krakowskou z Kolowrat. Roku 1783 se rozpadla, roku 1831 byla rody Kolowratů a Vrbnů opravena.

## Galerie

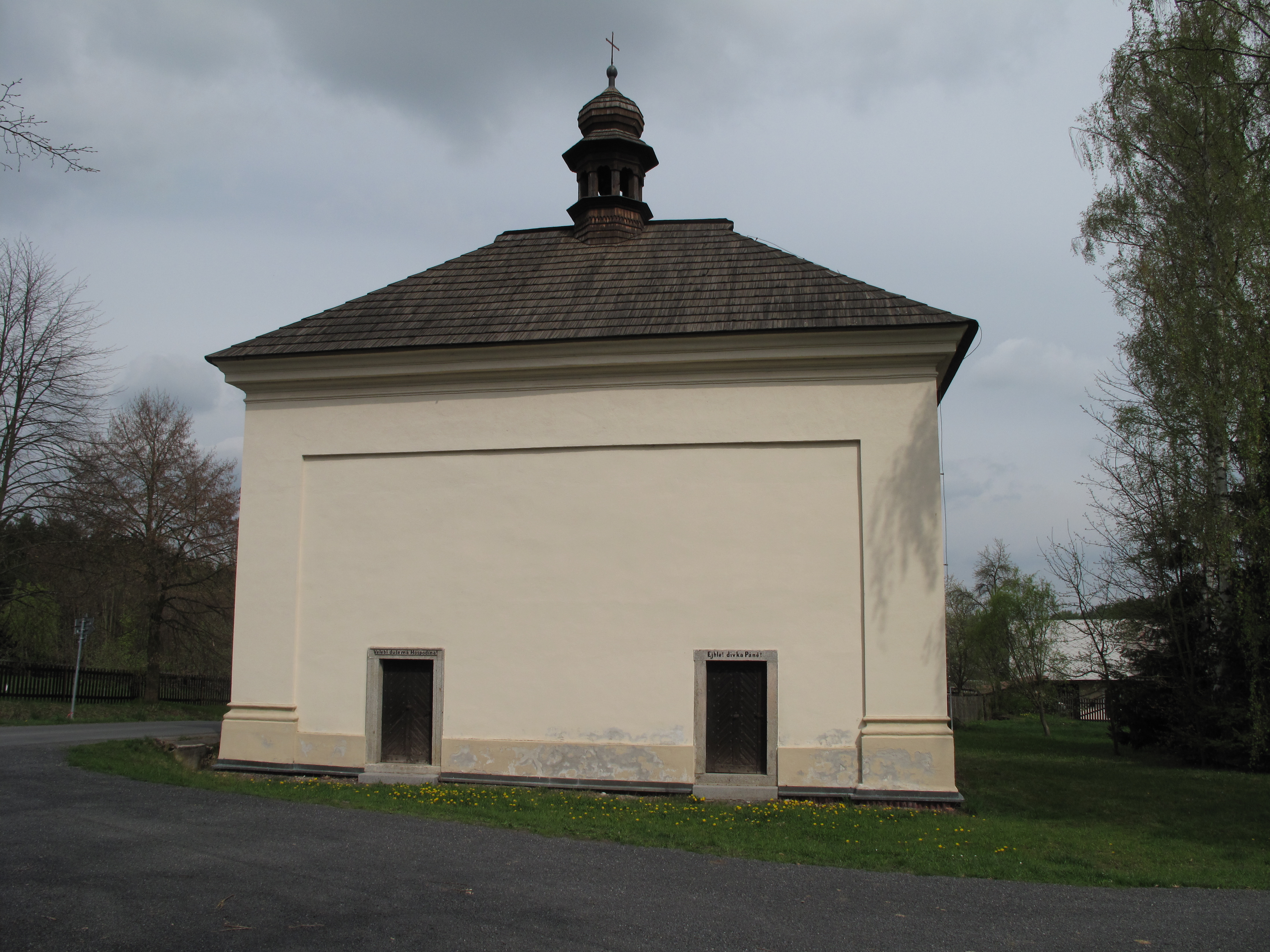
Kaple Panny Marie Loretánské
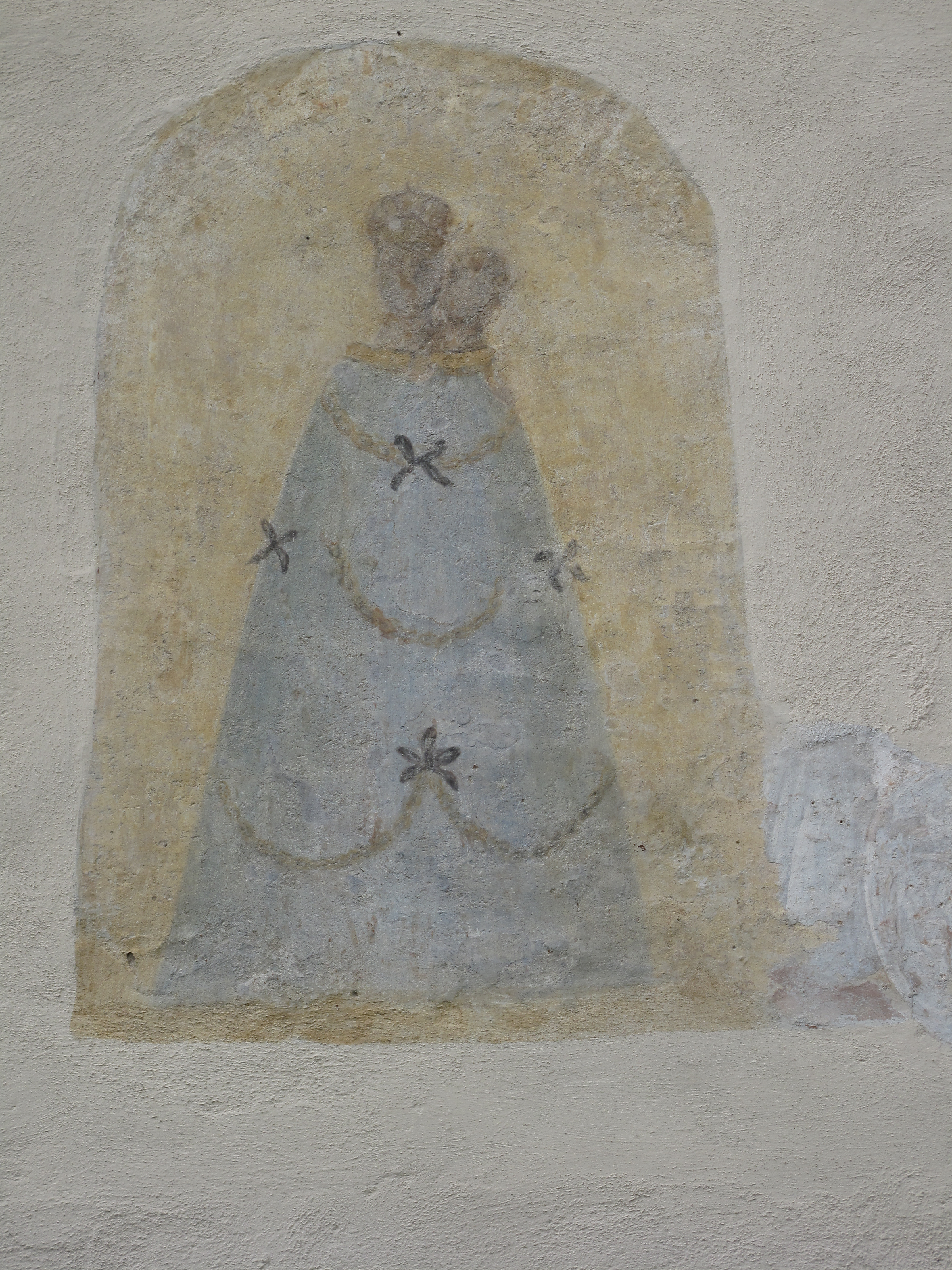
Freska na kapli
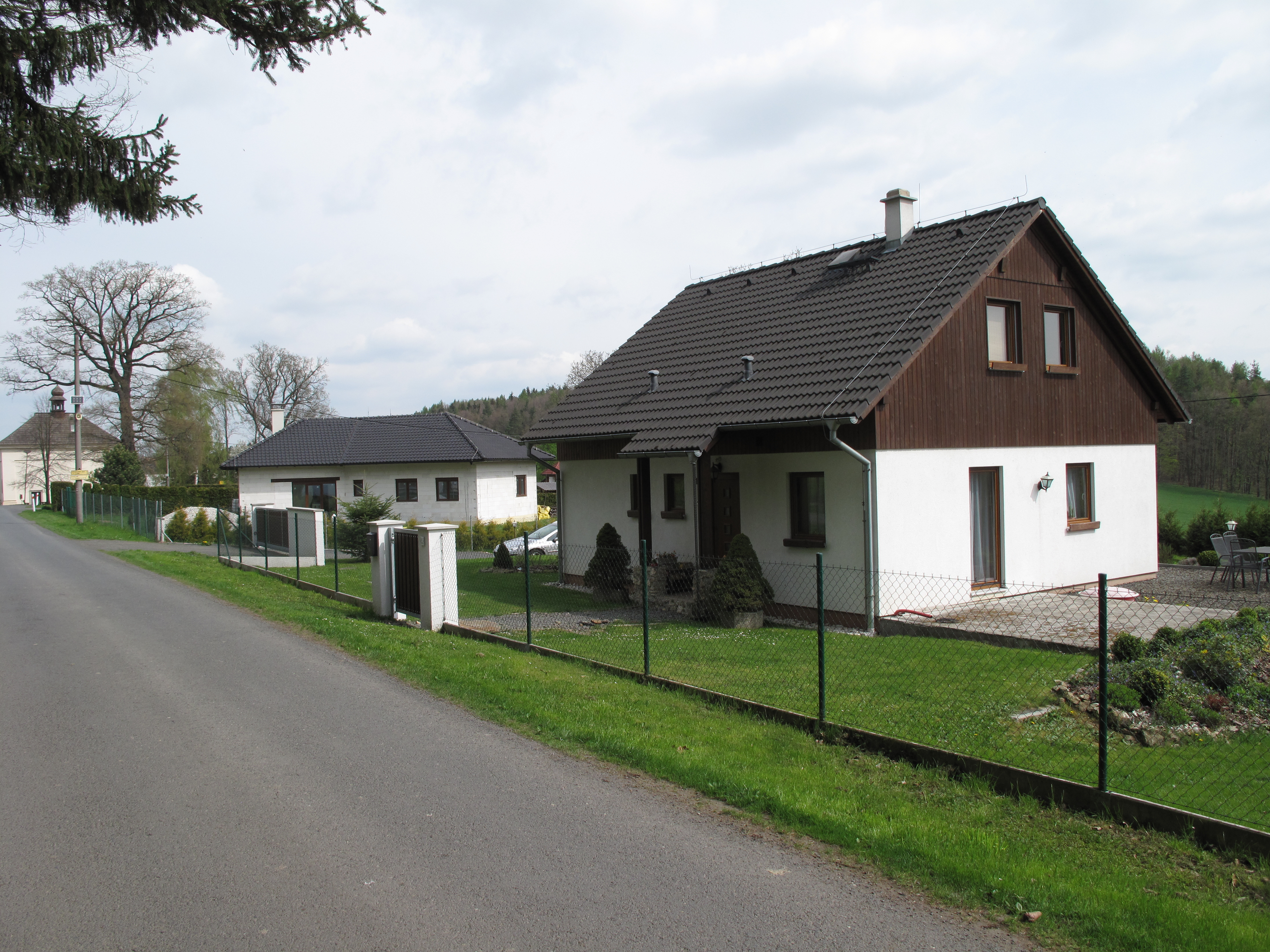
Domy v obci